# Дельта Гангу

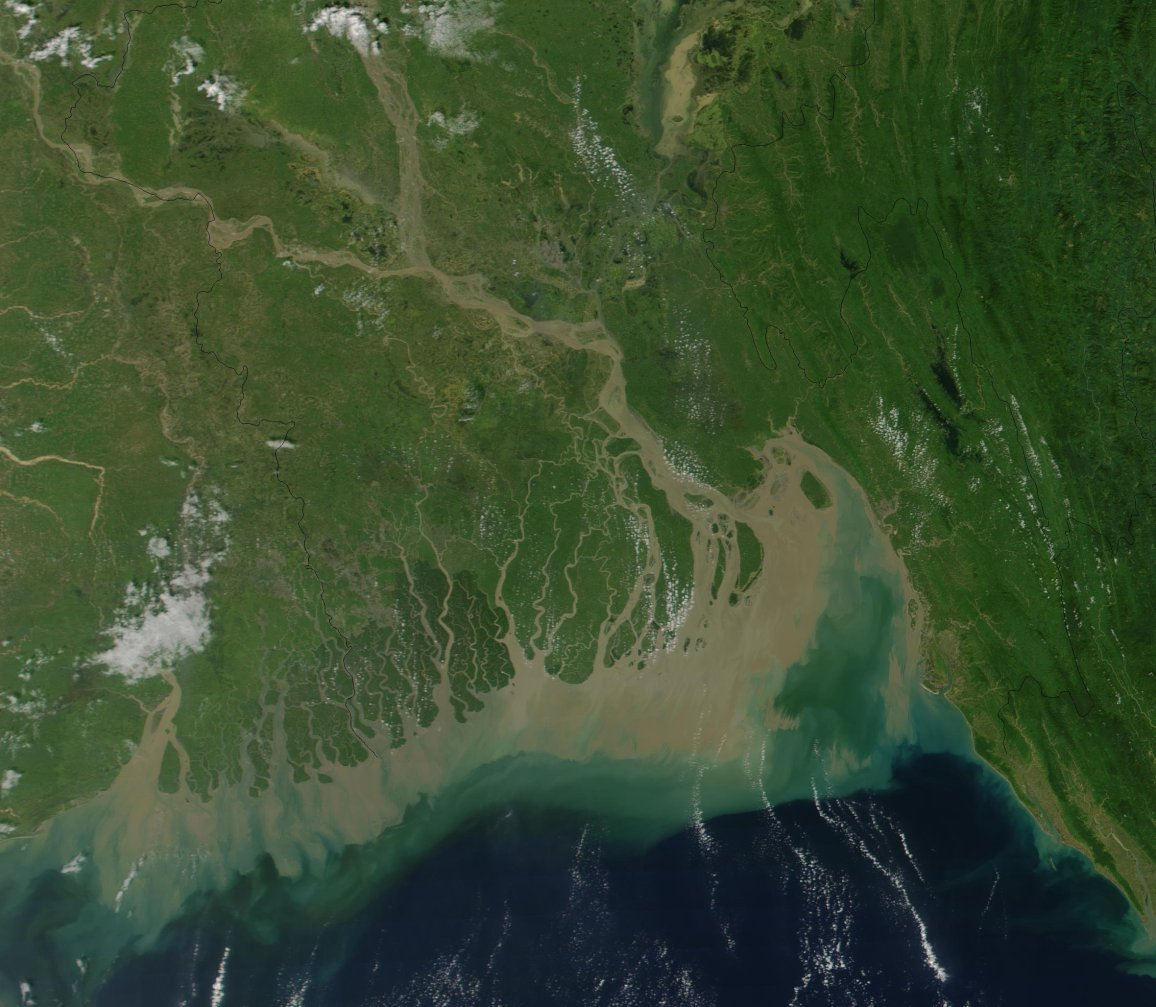
Супутниковий знімок дельти Гангу

Дельта Гангу або Дельта Брахмапутри-Гангу — спільна дельта річок Ганг і Брахмапутра при їх впадінні у Бенгальську затоку Індійського океану. Розташована на території історичного регіону Бенгал, тепер — індійського штату Західний Бенгал і Бангладеш. 
Дельта Гангу має форму трикутнику і покриває площу 105 000 км², що удвічі більше від дельти Міссісіпі. Вона простягнулася уздовж узбережжя на 350 км, від рукаву Хуґлі до Меґхни. Басейн річок, що зливаються в дельті Гангу, охоплює частини Індії, КНР, Бутану, Непалу і Бангладеш. Найбільшими рукавами дельти є Падма, Джамуна та Меґхна.
Дельта Гангу ділиться на східну (активнішу) і західну (менш активну) частини. Вона складається з лабіринту річкових рукавів, боліт, озер і заливних островів. Частину дельти займає район мангрових лісів Сундарбанс.
Це один з найродючіших районів світу, за що дельта отримало прізвисько «Зеленої дельти». Не зважаючи на ризики повеней, тропічних циклонів і цунамі, в дельті Гангу проживають понад 145 мільйонів осіб. У 1961-1991 від цих природних явищ загинуло понад 700 000 осіб.

## Рукава Гангу
- Адхміа-Кхал
- Ангракона-Кхал
- Армал-Кхал
- Арпангасіа
- Атхара-Банкі-Кхал
- Багхмара-Кхал
- Бадрасон-Кхал
- Байсінгх-Кхал
- Бал
- Балесвар (Харінгхата)
- Балікхалі-Кхал
- Бангадуні
- Бангра
- Бандар-Ганг
- Банка-Кхал
- Бара-Амбаріа-Кхал
- Бара-Сундра-Кхал
- Баратала (Ченнел-Крік)
- Бетмара-Ганг
- Бетмар-Ганг
- Бідья
- Бхаркунда-Кхал
- Бхаурн-Кхал
- Бхеда
- Бхола
- Габтала-Ганг
- Гобадіа-Ганг
- Гона
- Горанкаті-Кхал
- Гуасуба
- Гурзон-Крік
- Дафа-Ганг
- Дварікабарі-Ганг
- Джагадал-Ганг
- Джамуна
- Догс-Крік
- Дубла-Кхал
- Дудхмукхі-Кхал
- Дхапа-Кхал
- Едуардс-Крік
- Кагабога-Кхал
- Кага-Ганг
- Калар-Кхал
- Калоа
- Калчара (Мурал-Ганг)
- Камарбола-Кхал
- Капра-Кхал
- Катка-Кхал
- Кокумарі-Кхал
- Колкібарі-Кхал
- Кочи-Кхал
- Кунга (Марджата)
- Кхаджрі-Кхал
- Кхаджурбарі-Кхал
- Кхесонкхалі-Кхал
- Маланча
- Мандарбаріа-Кхал
- Матла
- Мегуа-Кхал
- Намуд-Самудха (Барапанга)
- Нетті-Дупанні
- Нілбаріа
- Нотабенк-Кхал
- Пассар (Пусур)
- Пітт
- Пуспокатхі-Кхал
- Пусур
- Путіа-Кхал
- Раймангал
- Саланкхалі-Ганг
- Саптамукхі
- Сатбанкі-Кхал
- Сатрабататана-Кхал
- Седжкхалі-Кхал
- Села-Ганг
- Сіала-Ганг
- Сібпур-Кхал
- Сібуа-Ганг
- Сундра-Кхал
- Супоті-Кхал (Супоті)
- Талпатті-Кхал1
- Талпатті-Кхал2
- Тхакуран (Джаміра)
- Хансрадж-Ганг
- Харінбханга
- Хілчар-Кхал
- Хуглі
- Чандбаріа-Кхал
- Чандесар-Кхал
- Чандмеа-Кхал
- Чемагарі-Ганг
- Чхабатола-Кхал
- Чхага-Капура-Ганг

| Індія | Це незавершена стаття з географії Індії. Ви можете допомогти проєкту, виправивши або дописавши її. |

| Бангладеш | Це незавершена стаття з географії Бангладеш. Ви можете допомогти проєкту, виправивши або дописавши її. |